# Henri Smets
Henri Smets, född 23 december 1896, död 11 mars 1950, var en friidrottare från Belgien. Han deltog vid olympiska sommarspelen 1920.